# Герард, Алиса
Элис Герард (также: Элис Джерард; англ. Alice Gerard; род. 195X) — журналистка и борец за мир, проживающая в Буффало, штат Нью-Йорк.

## Работа со школой Americas Watch
После участия в протесте в школе Америк в Форт-Беннинг, Джорджия в 2003 году в составе наблюдательной группы СОА, Жерар была обвинена в преступлении. Она была приговорена к трём месяцам в федеральной тюрьме Данбери. Она совершила проникновение на территорию ядерного объекта Форт-Беннинг дважды (в 2004 и 2006 годах); и она отбывала шестимесячный срок в федеральной тюрьме в Дэнбери в 2005 году и в 2007 году.

В дополнение к проникновению на территорию ядерного объекта, Жерар также написала статьи о скандале вокруг Института Западного полушария по сотрудничеству в области безопасности (нынешнее название для School of the Americas) для Buffalo’s Alt Press, в том числе «Всё, всё по-старому: средневековые практики в современную эпоху», и она является наблюдающим членом СОА, законодательной рабочей группы.

## Другие работы
- В 2008 году она принимала участие в марше Witness Against War, который был организован организацией Voices for Creative Nonviolence. 500-мильный марш начался 12 июля в Чикаго, штат Иллинойс, и завершился 30 августа, в Сент-Поле, штат Миннесота. Группа, в которую вошли ветеран армии США войны в Ираке (а теперь и член Ираке ветераны против войны), Кэти Келли (англ. Kathy Kelly, которая была в Ираке в начале войны в 2003 году), и другие, шли через штат Висконсин и выступали с докладами в различных местах, включая церкви, библиотеки и общественные центры. Их целью было рассказать о человеческих страданиях в войне, через рассказы очевидцев. Группа также провела пикетирование в Форт Маккой, который готовился к отправке самого большого по величине контингента Национальной гвардии после Второй Мировой войны — для активного развёртывания в Ираке.
- В 2009 году она принимала участие вместе с 49 другими участниками в марше за мир из Кэмп-Уильямс (англ. Camp Williams), штат Висконсин, штаб-квартиры US Property & Fiscal Office (USP&FO) штата Висконсин, а также Единый государственный центр технического обслуживания Национальной гвардии армии[5] в Форт Маккой, активный американский военный учебный центр в Висконсине[6].
- Весной 2010 года она участвовала в марше за свободное от ядерного оружия будущее, из Саламанки в Нью-Йорк.

## Интересные факты
Об Элис Герард рассказывает Керман Пайпер в своей книге «Оранжевый — хит сезона. Как я провела год в женской тюрьме» (книга была зкранизирована); в книге все имена людей, живших и работавших в тюрьмах, где содержали героиню книги, были изменены для сохранения конфиденциальности, за исключением Элис Джерард и сестры Ардет Платт, которые разрешили использовать в книге их настоящие имена.